# Ursus americanus vancouveri
Ursus americanus vancouveri és una subespècie de l'os negre americà (Ursus americanus). Es troba a l'illa de Vancouver i illes adjacents. És igual de gros que Ursus americanus carlottae, però té les dents més petites.